# Patinaj viteză pe pistă scurtă la Jocurile Olimpice de iarnă din 2018 – 500 m (feminin)
Proba de patinaj viteză pe pistă scurtă, 500 m feminin de la Jocurile Olimpice de iarnă din 2018 de la Pyeongchang, Coreea de Sud a avut loc pe 10 și 13 februarie 2018 la Gangneung Ice Arena.

## Program
Orele sunt orele Coreei de Sud (ora României + 7 ore).
| Dată         | Ora         | Rundă      |
| ------------ | ----------- | ---------- |
| 10 februarie | 19:00–21:50 | Calificări |
| 13 februarie | -           | Finală     |

## Calificări
Proba a avut loc pe 10 februarie și a început la ora 19:00.
C – calificat pentru sferturi de finală
PEN – penalizare
| Loc | Serie | Nume                 | Țară                         | Timp          | Note |
| --- | ----- | -------------------- | ---------------------------- | ------------- | ---- |
| 1   | 1     | Kim Boutin           | Canada                       | 43,634        | C    |
| 2   | 1     | Natalia Maliszewska  | Polonia                      | 43,725        | C    |
| 3   | 1     | Lana Gehring         | Statele Unite ale Americii   | 43,825        |      |
| 4   | 1     | Lucia Peretti        | Italia                       | 43,994        |      |
| 1   | 2     | Arianna Fontana      | Italia                       | 43,214        | C    |
| 2   | 2     | Andrea Keszler       | Ungaria                      | 43,274        | C    |
| 3   | 2     | Kathryn Thomson      | Marea Britanie               | 1:08,896      |      |
| 4   | 2     | Suzanne Schulting    | Olanda                       | nu a terminat |      |
| 1   | 3     | Sofia Prosvirnova    | Sportivii Olimpici ai Rusiei | 43,376        | C    |
| 2   | 3     | Yara van Kerkhof     | Olanda                       | 43,430        | C    |
| 3   | 3     | Bianca Walter        | Germania                     | 43,541        |      |
| 4   | 3     | Sumire Kikuchi       | Japonia                      | 44,838        |      |
| 1   | 4     | Elise Christie       | Marea Britanie               | 42,872        | C    |
| 2   | 4     | Qu Chunyu            | China                        | 42,971        | C    |
| 3   | 4     | Shim Suk-hee         | Coreea de Sud                | 43,048        |      |
| 4   | 4     | Veronique Pierron    | Franța                       | 43,148        |      |
| 1   | 5     | Fan Kexin            | China                        | 43,350        | C    |
| 2   | 5     | Maame Biney          | Statele Unite ale Americii   | 43,665        | C    |
| 3   | 5     | Kim A-lang           | Coreea de Sud                | 43,724        |      |
| 4   | 5     | Anastassiya Krestova | Kazahstan                    | 43,821        |      |
| 1   | 6     | Martina Valcepina    | Italia                       | 43,698        | C    |
| 2   | 6     | Han Yutong           | China                        | 43,719        | C    |
| 3   | 6     | Tifany Huot-Marchand | Franța                       | 44,659        |      |
| 5   | 6     | Jamie Macdonald      | Canada                       | 99,99         | PEN  |
| 1   | 7     | Marianne St-Gelais   | Canada                       | 43,437        | C    |
| 2   | 7     | Anna Seidel          | Germania                     | 43,742        | C    |
| 3   | 7     | Lara van Ruijven     | Olanda                       | 43,771        |      |
| 4   | 7     | Magdalena Warakomska | Polonia                      | 44,311        |      |
| 1   | 8     | Choi Min-jeong       | Coreea de Sud                | 42,870        | C    |
| 2   | 8     | Petra Jászapáti      | Ungaria                      | 55,670        | C    |
| 3   | 8     | Emina Malagich       | Sportivii Olimpici ai Rusiei | 56,830        |      |
| 5   | 8     | Charlotte Gilmartin  | Marea Britanie               | 99,99         | PEN  |

## Runda eliminatorie

### Sferturi de finală
Proba a avut loc pe 13 februarie.
C – calificată pentru semifinale
PEN – penalizare
| Loc | Serie | Nume                | Țară                         | Timp   | Note |
| --- | ----- | ------------------- | ---------------------------- | ------ | ---- |
| 1   | 1     | Arianna Fontana     | Italia                       | 43,128 | C    |
| 2   | 1     | Yara van Kerkhof    | Olanda                       | 43,197 | C    |
| 3   | 1     | Natalia Maliszewska | Polonia                      | 43,384 |      |
| 5   | 1     | Marianne St-Gelais  | Canada                       | 99.99  | PEN  |
| 1   | 2     | Elise Christie      | Marea Britanie               | 42,703 | C    |
| 2   | 2     | Kim Boutin          | Canada                       | 42,789 | C    |
| 3   | 2     | Andrea Keszler      | Ungaria                      | 43,053 |      |
| 4   | 2     | Anna Seidel         | Germania                     | 44,325 |      |
| 1   | 3     | Sofia Prosvirnova   | Sportivii Olimpici ai Rusiei | 43,466 | C    |
| 2   | 3     | Fan Kexin           | China                        | 43,485 | C    |
| 3   | 3     | Han Yutong          | China                        | 43,627 |      |
| 4   | 3     | Maame Biney         | Statele Unite ale Americii   | 44,772 |      |
| 1   | 4     | Qu Chunyu           | China                        | 42,954 | C    |
| 2   | 4     | Choi Min-jeong      | Coreea de Sud                | 42,996 | C    |
| 3   | 4     | Martina Valcepina   | Italia                       | 43,023 |      |
| 4   | 4     | Petra Jászapáti     | Ungaria                      | 43,043 |      |

### Semifinale
CA – calificată pentru Finala A
CB – calificată pentru Finala B
AV – avansează
PEN – penalizare
| Loc | Serie | Nume              | Țară                         | Timp    | Note |
| --- | ----- | ----------------- | ---------------------------- | ------- | ---- |
| 1   | 1     | Choi Min-jeong    | Coreea de Sud                | 42,422  | CA   |
| 2   | 1     | Arianna Fontana   | Italia                       | 42,635  | CA   |
| 3   | 1     | Sofia Prosvirnova | Sportivii Olimpici ai Rusiei | 43,219  | CB   |
| 5   | 1     | Fan Kexin         | China                        | 99.999  | PEN  |
| 1   | 2     | Yara van Kerkhof  | Olanda                       | 43,182  | CA   |
| 2   | 2     | Elise Christie    | Marea Britanie               | 43,184  | CA   |
| 3   | 2     | Kim Boutin        | Canada                       | 43,234  | AV   |
| 5   | 2     | Qu Chunyu         | China                        | 99.999  | PEN  |

### Finala
Finala B nu s-a mai desfășurat întrucât Sofia Prosvirnova (locul 5 la general) a fost singura sportivă care s-a calificat pentru Finala B.
| Loc | Nume             | Țară           | Timp     | Note |
| --- | ---------------- | -------------- | -------- | ---- |
| 1   | Arianna Fontana  | Italia         | 42,569   |      |
| 2   | Yara van Kerkhof | Olanda         | 43,256   |      |
| 3   | Kim Boutin       | Canada         | 43,881   |      |
| 4   | Elise Christie   | Marea Britanie | 1:23,063 |      |
| 6   | Choi Min-jeong   | Coreea de Sud  |          | PEN  |